# BOND GIRL!
『BOND GIRL!』（ボンドガール）は、2013年4月5日から放送のエフエム北海道（AIR-G'）のラジオ番組。放送時間は毎週金曜 13:00 - 17:50 （日本標準時）。